# س. ك. يانغ
س. ك. يانغ (بالصينية: 楊慶堃) هو عالم اجتماع صيني، ولد في 1911 في غوانزو في الصين، وتوفي في 10 يناير 1999.